# Пйотр Гіза
Пйотр Гіза (пол. Piotr Giza, нар. 28 лютого 1980, Краків) — польський футболіст, що грав на позиції півзахисника.
Виступав, зокрема, за клуби «Краковія» та «Легія», а також національну збірну Польщі, у складі якої був учасником чемпіонату світу 2006 року.

## Клубна кар'єра
Народився 28 лютого 1980 року в місті Краків. Вихованець футбольної школи клубу «Кабель» (Краків). Також перебував в структурі іншого краківського клубу «Вісла».
У дорослому футболі дебютував 1997 року виступами за команду клубу «Кабель» (Краків), з якою виступав у нижчих польських лігах. На початку 2000 року перейшов у «Світ» (Крежовице), з яким за підсумком сезону 2000/01 вийшов до третього польського дивізіону.
Влітку 2002 року перейшов до іншого клубу третього дивізіону «Краковії», з якою за два сезони піднявся до елітного дивізіону. У польській вищій лізі Гіза дебютував 30 липня 2004 року в зустрічі «Краковії» з «Заглембє» (Любін) і у першому сезоні зіграв 25 матчів у чемпіонаті, забивши 5 голів.
Після погіршення стосунків з головним тренером Стефаном Маєвським, влітку 2007 року перейшов до «Легії», у складі якого провів наступні три з половиною роки своєї кар'єри гравця, вигравши 2008 року національний Кубок та Суперкубок.
13 грудня 2010 року Гіза повернувся до «Краковії», але до кінця сезону зіграв лише 5 матчів у чемпіонаті і контракт з ним продовжений не був. У січні 2012 року він оголосив, що закінчив гру на високому рівні, в подальшому тренувавши аматорські клуби Jubilate Izdebnik, Skawinka Skawina та молодіжну команду «Краковії».

## Виступи за збірну
28 квітня 2005 року дебютував в офіційних матчах у складі національної збірної Польщі в товариській грі з Мексикою (1:1).
У складі збірної був учасником чемпіонату світу 2006 року у Німеччині, проте на поле жодного разу так і не вийшов.
Протягом кар'єри у національній команді, яка тривала усього 2 роки, провів у формі головної команди країни 5 матчів.
| Дата       | Місто                    | Господарі         | Результат | Гості             | Турнір           | Голи | Примітки |
| ---------- | ------------------------ | ----------------- | --------- | ----------------- | ---------------- | ---- | -------- |
| 28-4-2005  | Чикаго                   | Мексика           | 1 – 1     | Польща            | товариський матч | -    | 84'      |
| 16-11-2005 | Островець-Свентокшиський | Польща            | 3 – 1     | Естонія           | товариський матч | -    | 83'      |
| 28-3-2006  | Ер-Ріяд                  | Саудівська Аравія | 1 – 2     | Польща            | товариський матч | -    | 62'      |
| 14-5-2006  | Ґміна Вронкі             | Польща            | 4 – 0     | Фарерські острови | товариський матч | -    | 63'      |
| 6-12-2006  | Абу-Дабі                 | ОАЕ               | 2 – 5     | Польща            | товариський матч | -    | 46'      |
| Усього     |                          | Матчів            | 5         |                   | Голів            | 0    |          |

## Досягнення
- Володар Кубку Польщі (1): 2007/08
- Володар Суперкубка Польщі (1): 2008